# Thonthan Satjadet
Thonthan Satjadet (ur. 1 listopada 1993) – tajska judoczka. 
Startowała w Pucharze Świata w 2013, 2014 i 2023. Brązowa medalistka igrzysk azjatyckich w 2014, a także mistrzostw Azji w 2013 roku. Zdobyła trzy medale igrzysk Azji Południowo-Wschodniej.